# Bob Marchese
Bob Marchese (Torino, 5 ottobre 1937 – Taranto, 8 gennaio 2023) è stato un attore italiano.

## Biografia
Attore prevalentemente teatrale, fu uno dei fondatori del Gruppo della Rocca. Apparve sugli schermi cinematografici nel film Il divo di Paolo Sorrentino dove interpretò la parte di un senatore; nel 2012 svolse con eco mediatico il ruolo del Presidente del Tribunale di Milano Carlo Biotti in un film ambientato negli anni di piombo, Romanzo di una strage di Marco Tullio Giordana.

## Vita privata
Era padre dell'attore e doppiatore Paolo Marchese, e vedovo dell'attrice Wilma D'Eusebio.
Morì a Taranto l'8 gennaio 2023 all'età di 85 anni.

## Filmografia

### Cinema
- Un uomo, una città, regia di Romolo Guerrieri (1974)
- Prendimi l'anima, regia di Roberto Faenza  (2002)
- Il divo, regia di Paolo Sorrentino (2008)
- Pepe nel latte, regia di Roberto Miali (2009)
- Romanzo di una strage, regia di Marco Tullio Giordana (2012)

### Televisione
- Una serata fuori, dall'omonima commedia di Harold Pinter, regia di Edmo Fenoglio, trasmessa il 6 maggio 1969.
- L'onorevole Ercole Malladri, 1969, regia di Edmo Fenoglio
- L'istruttoria, 1969, regia di Lidia Ripandelli
- Le ore lunghe, 1970, regia di Silvio Maestranzi
- Centostorie, 1968-1970
- Quaranta giorni di libertà, 1974
- Il signore di Ballantrae, 1979
- Piccolo Mondo Moderno, 1984
- Cinque storie inquietanti, 1987